# 4 Pułk Strzelców Polskich (WP na Wschodzie)
4 Pułk Strzelców Polskich (4 psp) – oddział piechoty Wojska Polskiego na Wschodzie.

## Formowanie i zmiany organizacyjne
Pułk został sformowana w lutym 1917 roku w Berezaniu w składzie Dywizji Strzelców Polskich. W swej strukturze posiadała trzy bataliony piechoty. Od jesieni 1917 wszedł w skład 1 Dywizji Strzelców Polskich I Korpusu. Na dzień 14.12.1917 liczył 939 żołnierzy frontowych. W okresie reorganizacji wojsk i koncentracji, w dniu 1 kwietnia 1918 stacjonował w Mohylewie.

## Działania zbrojne pułku
Walki pułku w Galicji w 1917 roku

Wiosną 1917 roku pułk został przerzucony z Kijowa w rejon Husatyna. 17 czerwca ześrodkował się w Czabarówce

## Dowództwo pułku
Dowódcy pułku
- płk Antoni Znamierowski[5][6]
- płk T. Racięcki[5]
- płk Konstanty Oświeciński (do 1 lutego 1918[a])
- płk Michał Milewski (od 1 II 1918)

Zastępcy dowódcy pułku
- płk Michał Milewski (do 1 II 1918)

Oficerowie i żołnierze pułku
- Florian Władysław Szulc